# Robert Shirley (1673-1699)
Robert Shirley (4 septembre 1673-25 février 1699), est un homme politique et un esthète britannique. Il est admis à la Royal Society en 1699 et est décédé peu de temps après.

## Biographie
Il est né à Staunton Harold Hall, le fils aîné de Robert Shirley (1er comte Ferrers), plus tard baron Ferrers de Chartley. Au départ fiancé à sa cousine germaine Catherine Venables, décédée jeune en 1680, il épouse Anne Ferrers le 27 septembre 1688. Son grand-père John Ferrers est l'héritier de Ferrers of Groby, et Anne hérite du Château de Tamworth et du reste de ses domaines. Après son mariage, il vit principalement au château de Chartley et à Staunton Harold. Shirley visite le domaine familial en Irlande (une partie de la baronnie de Farney, dans le comté de Monaghan) au cours de l'été 1698 .
À son retour d'Irlande, il se présente dans le Staffordshire aux Élections générales anglaises de 1698 à la place de John Gray, qui prend sa retraite. Il sollicite le soutien de Sir Walter Bagot, 3e baronnet, qui a siégé pour le comté jusqu'en 1695, et de son fils Edward, mais cette proposition avancée échoue (la gentry du Staffordshire a historiquement rencontré et choisi des candidats par consensus, pour éviter le coût d'un scrutin contesté). Edward a ses propres vues sur le siège, et il écrit à de nombreux gentilshommes locaux pour les informer de la violation du protocole par Shirley, leur demandant de ne pas promettre leur soutien jusqu'à ce qu'une réunion puisse avoir lieu. Alors que l'autre député, Henry Paget, a l'intention de conserver son siège, le soutien local commence à fusionner autour de Paget et Bagot. Néanmoins, le père de Robert, Lord Ferrers, et son parent le vicomte Weymouth continuent à solliciter activement le soutien en faveur de Shirley et Bagot; le soutien de whigs tels que Philip Foley pour Paget en 1693 l'a rendu quelque peu suspect parmi les conservateurs. Lord Ferrers, bien qu'un Tory, obtient le soutien des ducs de Shrewsbury et Newcastle. En août 1698, à la veille des élections, John Chetwynd tient une réunion entre les Shirley et les Bagots à Ingestre pour tenter de négocier un compromis de dernière minute, dans lequel l'un des candidats se retirerait en échange d'une candidature sans opposition à l'élection suivante. Le compromis échoue et Paget et Bagot sont élus .
Shirley est intéressé par la littérature et la science et est admis comme Fellow de la Royal Society le 11 janvier 1699 . Cependant, il n'a pas longtemps apprécié son adhésion, mourant de variole le 25 février suivant. Sa femme Anne est décédée de la même maladie en mars 1698; les deux sont enterrés à Staunton Harold. Il laisse quatre enfants: 
- Robert Shirley, vicomte Tamworth (1692-1714)
- Elizabeth Shirley, 14e baronne Ferrers de Chartley (1694-1741)
- Ferrers Shirley (5 juillet 1696 - 10 octobre 1712)
- Thomas Shirley (3 juillet 1697-1708)